# Anton Leskovec
Anton Leskovec, slovenski dramatik in pisatelj, * 4. januar 1891, Škofja Loka, † 23. januar 1930, Ljubljana.

## Življenjepis
Leskovec je študiral pravo na Dunaju, Pragi in Ljubljani, kjer je leta 1920 diplomiral. V začetku prve svetovne vojne je bil vpoklican k vojakom. Bil vojak v Bosni in na soški fronti, kjer je 1917 padel v italijansko ujetništvo. Leta 1918 je kot prostovoljec prešel v srbsko vojsko, se boril na solunski fronti in bil šele 1920 demobiliziran. Do 1927 je služboval kot davčni uradnik najprej v Mariboru in nato še v Radovljici.

## Literarno delo
Anton Leskovec velja za nadarjenega ekspresionističnega dramatika. Podpisoval se je tudi s psevdonimom Leston, sestavljenim iz prvega dela priimka in drugega dela imena. Za javnost je začel pisati dokaj pozno, saj se je za pisateljsko delo pripravljal z učenjem in premišljevanjem o literaturi. Dokaz za to je njegova zapuščina, ki jo sestavljajo poizkusi, načrti in zapiski. Njegove drame poudarjajo preplet dobrega in slabega v življenju, notranje človekove boje ter težko presojo človeških dejanj. V njih se razodevajo prvine ekspresionizma in realizma, ki pa se prepletajo s fantastičnostjo in izumetničenostjo. Učinkovati hoče z grotesknostjo in satiro. Osebe so skopo označene, dialog premišljen in živahen, humorja ali situacijske komike pa dramatik ne pozna. Leskovec izpostavlja zmedenost človeške družbe prve polovice dvajsetega stoletja. Čeprav je verjel v pravico in resnico, je veliko svojih del zaključil z navidezno zmago zla. S tem je želel sporočiti, da je na svetu preveč sebičnosti, pohlepa in premalo sočutnosti do sočloveka.
Anton Leskovec ima dva zvezka Zbranega dela med slovenskimi klasiki.

### Dramska dela
V proletarski drami Jurij Plevnar (DiS 1927) je predstavljena usoda delavskega voditelja, ki se bori za pravice delavcev. Skuša odpravljati krivice, ki jih je delavski stan primoran sprejemati. Na začetku je glavni junak predstavljen kot nasprotnik gospode, ko pa se sam znajde v njihovih krogih, postane posrednik med taborama. S srcem je na strani delavskega stanu, z razumom pa na strani gospode. Rad bi dosegel pravico za obe strani. Ljudstvo tega ne priznava. Drama se zaključi s smrtjo glavnega junaka, saj ga njegov najzvestejši učenec ubije s kamenjem.
Leskovec je z dramo Jurij Plevnar želel sporočiti, da ima vsak nauk tudi slabe učence. Slabi ljudje želijo škoditi tudi nesebičnim voditeljem. Zloba si poišče zaveznike kjerkoli.
V drami Kraljična Haris (DiS 1927) je pokazal, da je čustvo ljubezen samo lažniva zunanja podoba, ki zakriva človekovo sebičnost in nepoštenost.
V beraški drami Dva bregova je poudaril zaslepljenost nad zunanjo podobo življenja. Svet zakriva mnogo grozot in lepot, ki jih človek ne vidi oziroma jih noče videti. V drami sta predstavljena dva nasprotujoča si družbena stanova, ki ju povezuje volja do sreče, oblasti in moči.
Ljudska drama Vera in nevera sporoča, da je velikokrat več vernosti v ljudeh, ki veljajo za slabe in maloverne, kakor v tistih, ki za svojo pretirano vernostjo skrivajo sebične namene. Dramo je Leskovec želel še izboljšati, vendar ga je prehitela smrt.

### Nedokončani dramski osnutki
Pod kategorijo nedokončani dramski osnutki so uvrščena dramska besedila, ki jih Leskovec nikoli ni objavil in tudi pozneje večinoma niso bila natisnjena. Nastala so malo pred prvo svetovno vojno in med njo.
Besedilo, ki si ga je dramatik zamislil kot dramo v petih dejanjih nosi naslov Mir. Besedilo je datirano z 26. 11. 1911. Dokončano je le prvo dejanje z desetimi prizori. V njem je opazen vpliv Frana Saleškega Finžgarja, ki ga je Leskovec osebno poznal. Rokopis je bil najden v hiši Leskovčevega strica Andreja Kušarja, kjer je dramatik preživel del svojega življenja. Ob preureditvi hiše, leta 1972, je prišla Leskovčeva zapuščina v last Zgodovinskega arhiva v Škofji Loki. Nekaj najdenih rokopisov je vodja arhiva France Štrukl objavil v zborniku Loški razgledi.
9. in 10. februarja 1918 je napisal koncept enodejanke, ki nosi naslov Metam optatam attingere. Zasnovana je bila v taborišču Cassino, jugovzhodno od Rima in severno od Neaplja. Glavni junak je pisatelj, ki doma čaka odziv na njegov, pravkar uprizorjen, dramski prvenec. Metam optatam attingere je ohranjena v zvezku z naslovom Prispevki za Savico.
Med 3. in 9. marcem 1918 je nastala druga enodejanka z naslovom Steber iz marmorja.  Tudi ta in vaška tridejanka Oj, ta mlinar! sta ohranjeni v zvezku Prispevki za Savico.

### Nedokončani pripovedni osnutki
V to kategorijo spadata pripovedna drobca Fantovanje in Suša, ki sta bila napisana leta 1911. Zgodbi motivno segata v kmetsko in meščansko okolje. Tema umetništva je prisotna v nedokončanem romanu Gospa Marija. Leskovec je roman pisal od decembra 1917 do februarja 1918.